# Peyton Royce
Cassie McIntosh (Sydney, 10 de novembro de 1992) é uma lutadora de luta livre profissional australiana que atualmente trabalha para a WWE no programa Raw, sob o nome de ringue Peyton Royce
Em fevereiro de 2009, Royce fez sua estreia na luta livre profissional na Pro Wrestling Women's Alliance (PWAA) como KC Cassidy, onde em seguida passou a lutar em diversos circuitos independentes pelos anos seguintes, chegando a vencer o Campeonato das Mulheres da PWA, e o Vera and Jenny Memorial Cup.
Em 2015, Royce assinou um contrato com a WWE, sendo designada para o Performance Center em Orlando, Florida.

## Começo de vida
Cassie McIntosh nasceu em Sydneye mais tarde mudou-se para Melbourne, e em seguida para Calgary, Alberta, Canada para treinar com Lance Storm. Antes de começar a persuadir a carreira de lutadora, ela havia tentado ser dançarina. Ela cursou o ensino médio com a também lutadora Billie Kay.
Royce começou a assistir luta-livre profissional aos 9 anos, e cita Eddie Guerrero como sua maior inspiração.

## Carreira na luta livre profissional

### Circuito independente (2009–2015)
Em 28 de fevereiro de 2009, Royce competiu em sua primeira luta, na Pro Wrestling Women's Alliance como KC Cassidy, aliando-se com Robbie Eagles em uma luta de duplas mistas, derrotando Madison Eagles e Mike Valuable. No ano seguinte, ela rivalizou com Jessie McKay, chegando a lutar pelo Campeonato da PWWA. Em 7 de janeiro de 2011, ela voltou a lutar pelo título, contra Madison Eagles, mas perdeu. Royce fez duas aparições na companhia americana feminina Shimmer Women Athletes, como parceira de Bambi Hall. Ela estava originalmente escalada para enfrentar Su Yung no evento Shine Wrestling em Ybor City, Florida, mas tornou-se substituta em um combate no lugar da oponente de Rhia O'Reilly. Ela também lutou em promoções como Pro Wrestling Alliance Australia, New Horizons Pro Wrestling, Melbourne City Wrestling e River City Wrestling.

### WWE

#### NXT (2015–2018)
Royce fez um tryout para WWE durante a turnê na Australia em agosto de 2014. Em 13 de abril de 2015, WWE anunciou Royce como parte dos novos recrutas do NXT. Ela fez sua estreia no ringue em 15 de maio, no NXT, perdendo para a Campeã das Mulheres do NXT Sasha Banks. Em 22 de julho, Royce competiu contra a debutante Eva Marie sob o nome de ringue Cassie, onde perdeu. Em 7 de agosto, ela recebeu o nome de ringue Peyton Royce.
Após competir em vários combates como babyface, Royce competiu em sua primeira luta como heel em 9 de dezembro, perdendo para a Campeã das Mulheres Bayley em uma luta não-título. Em 13 de janeiro de 2016, Royce compettiu em uma battle royal para determinar a desafiante ao Campeonato das Mulheres do NXT, na qual Carmella venceu. Após um hiatus, Royce retornou em 18 de maio, onde foi derrotada por Carmella, onde em seguida voltou a entrar em hiatus. Ela retornou em 5 de outubro, em aliança com Billie Kay, conquistando sua primeira vitória televisionada ao vencer Danielle Kamela. Em 16 de novembro, Royce e Kay atacaram Liv Morgan durante um combate entre elas, terminando em desqualificação antes de Aliyah e Ember Moon salvarem Morgan. Isso levou a uma luta de trios no NXT TakeOver: Toronto que foi gravada e exibida em 23 de novembro, onde Aliyah, Moon e Morgan derrotaram Royce, Kay e Daria Berenato. Em 21 de dezembro, Kay derrotou Barenato após uma interferência de Royce. Após a luta, elas desafiaram a Campeã das Mulheres do NXT Asuka.Fez sua primeira aparição no plantel principal em 8 de abril de 2018 na WrestleMania 34, competindo junto com outras lutadoras do NXT como parte da Women's battle royal.
SmackDown Live (2018-presente)
Subiu ao plantel principal no episódio de 10 de abril do SmackDown Live onde atacou a então Campeã feminina do SmackDown Charlotte Flair.

## Na luta-livre profissional
- Movimentos de finalização
  - Como KC Cassidy
    - Legsweep DDT[5][6]

  - Como Peyton Royce
    - Bridging fisherman's suplex[21][17][20]
- Movimentos secundários
  - Corner foot choke[18][20][21]
  - Headbutt[26]
  - Hey Mickey (Tiger feint kick na cabeça do oponente enquanto segurando nas cordas)[6]
  - Hurricanrana[6][16]
  - Kneeling jawbreaker[4][18]
  - Multiple kick variations
    - Bicycle toe[4][27]
    - Side, no abdômen do oponente[4][27]
    - Spinning back, nas costas ou abdômen do oponente[4][17][28]
    - Spinning heel, sometimes to a cornered opponent or done repeatedly in succession[4][17][18][29]

  - Multiple pinning variations
    - Backslide[15][17]
    - Schoolgirl[16][27][28][29]

  - Crossbody block correndo [15][16]
  - knee strike, na cabeça do oponente sentado[18][20][21]
  - Sleeper hold[17][18][20][21]
  - Standing dropkick, as vezes repetidamente[27][28]
- Com Billie Kay
  - Movimentos de finalização de equipe
    - One-handed bulldog correndo e lançando contra um (Royce) joelho (Kay) flexionado [30]

  - Movimentos secundários de equipe
    - Duplo arm winger seguido por um back kick no abdômen ou costas do oponente[23][30]
    - Double suplex[23][30]
- Managers
  - Billie Kay[21]
- Alcunhas
  - "The Venus Fly Trap"[31]
- Temas de entrada
  - "Holla Back" por Dennis Winslow, Robert J Walsh & Ronn L Chick[32] (NXT; * de setembro de 2015)
  - "Beautiful Sexy Fierce" by Ashley Jana[33] (NXT; 9 de dezembro de 2015)
  - "Sultry (XO)" por  CFO$[34] (NXT; 18 de maio de 2016–09 de abril de 2018)
  - "Femme Fatale" por  CFO$[35] (10 de abril de 2018–presente)

## Campeonatos e prêmios
- Melbourne City Wrestling
  - Vera and Jenny Memorial Cup (2014)[9][10]
- Prairie Wrestling Alliance
  - PWA Women's Championship (1 vez)[8]

```
                               °  WWE women's Tag Team championship(1 vez do lado de Billie Kay)
```